# Грейнджер, Фарли
Фарли Эрл Грейнджер – младший (англ. Farley Earle Granger Jr., 1 июля 1925, Сан-Хосе, Калифорния — 27 марта 2011[…], Нью-Йорк, США) — американский актёр, наиболее известный своими ролями в фильмах Альфреда Хичкока «Верёвка» (1948) и «Незнакомцы в поезде» (1951).
За свой вклад в американское телевидение Фарли Грейнджер удостоен звезды на Голливудской аллее славы.

## Биография

### Юность
Будущий актёр родился в калифорнийском городе Сан-Хосе в семье Фарли Эрла Грейнджера старшего и его супруги Эвы (в девичестве Хопкинс). Его отец был состоятельным бизнесменом, владевшим дилерским центром автомобильной компании «Willys-Overland», что позволяло семье ни в чём не нуждаться, и проводить юному Грейнджеру много времени в их загородном доме в курортном городке Кэпитола. Биржевой крах 1929 года нанёс значительный ущерб их благосостоянию и Грейнджеры были вынуждены продать их дом и большинство ценных вещей, и переселиться в скромную квартиру. Потеря социального статуса и финансовые проблемы родителей Грейнджера привели к тому, что они оба начали злоупотреблять алкоголем. В конце концов старший Грейнджер продал на аукционе всё своё последнее имущество и вместе с семьёй уехал в Лос-Анджелес.
Семья обосновалась в небольшой квартире в захудалой части Голливуда. Родители Грейнджера стали работать сразу на нескольких работах, чтобы обеспечить хоть какое-нибудь существование, но в то же время их тяга к алкоголю продолжала увеличиваться, что приводила к частым ссорам. Надеясь на то, что из сына выйдет хороший танцор, мать Грейнджера пристроила его в школу танцев и драмы Этель Меглин, где обучались начинающие звёзды Джуди Гарленд и Ширли Темпл.

### Дебют в кино
Вскоре отец Фарли Грейнджера нашёл хорошую работу в качестве клерка в Северном Голливуде, что позволило его семье выбраться из тесной квартиры и снять дом в знаменитом районе Студио-Сити, где их соседом был актёр Дональд О’Коннор. На работе Грейнджер старший познакомился с комиком Харри Лэнгдоном, который посоветовал отправить сына на прослушивание в небольшой театр, где готовилась к постановке пьеса о Второй мировой войне в Великобритании. Фарли Грейнджер впечатлил режиссёра постановки своим подражанием акценту кокни, благодаря чему получил роль. На премьере постановки присутствовал влиятельный голливудский продюсер Сэмюэл Голдвин, который на следующий день связался с родителями Грейнджера и попросил привести сына к нему в офис, чтобы обсудить возможность его появления в фильме «Северная звезда» в роли русского мальчика Демьяна Симонова. На прослушивании также присутствовали сценаристка данной картины Лилиан Хеллман и режиссёр Льюис Майлстоун. Хеллман мечтала видеть в этой роль актёра Монтгомери Клифта, но так как его не удалась переманить с Бродвея, роль Демьяна досталась в итоге Фарли Грейнджеру. Он подписал с Голдвином контракт на последующие семь лет сотрудничества с окладом в $100 за неделю.
Студия «RKO», на которой снимался первый фильм с участием Грейнджера, выразила обеспокоенность из-за того, что аудитория могла путать Фарли с популярным британским актёром Стюартом Грейнджером. Ему были предложено на выбор псевдонимы Гордон Грегори, Грегори Гордон и Кент Кларк, но юный актёр отверг все предложения, так как дорожил своим именем, доставшимся ему от отца и деда. Приход Фарли Грейнджера в большое кино студия описала в специально выпущенной брошюре, в которой рассказывалась наивная история о школьнике из Северного Голливуда, который ответив на объявление в местной газете, получил роль в кино.
Съёмки фильма «Северная звезда» стали для Грейнджера успешным тренингом для развития актёрской карьеры. Его коллегами по съёмочной площадки были такие голливудские звёзды как Дэна Эндрюс, Тереза Райт и Уолтер Бреннан, а также ему удалось наладить хорошие отношения с режиссёром Льюисом Майлстоуном и композитором Аароном Коплендом. Всё же после выхода фильма в прокат его ждал громкий провал. Этому во многом содействовал медиа-магнат Уильям Рэндольф Херст, который будучи яростным антикоммунистом, счёл картину советской и нацистской пропагандой и завалил нещадной критикой в своих газетах.

### Карьера в Голливуде

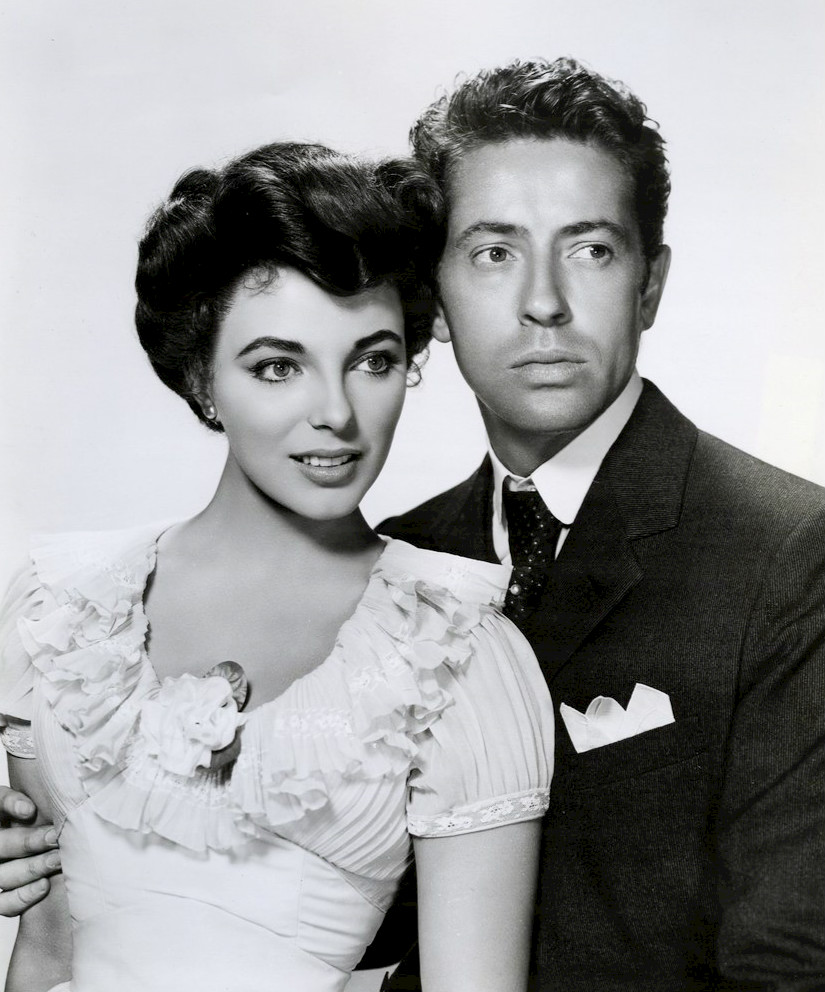
Джоан Коллинз и Фарли Грейнджер в 1956 году.

Для следующего фильма Сэмюэл Голдвин отдал Грейнджера на студию 20th Century Fox, где тот появился в военном фильме «Пурпурное сердце», режиссёром которого снова выступил Майлстоун. После завершения съёмок актёр был зачислен в ВМС США. После обучения в корпусе морской пехоты он вместе с новобранцами был переправлен в Гонолулу, но во время плавания у Грейнджера началась хроническая морская болезнь, из-за чего по прибытии он был госпитализирован. В результате всю свою военную службу Фарли Грейнджер провёл на Гавайях не покидая берега, получив при этом доступ в армейскую секцию развлечений, которую возглавлял Морис Эванс. Там же он познакомился с такими знаменитостями как Боб Хоуп, Бетти Грейбл, Хеди Ламарр и Гертруда Лоуренс.
Во время пребывания на Гавайях Грейнджер обнаружил в себе бисексуальные наклонности, после того как провёл ночь с хозяйкой частного клуба, а затем с одним из офицеров. Позднее в мемуарах он написал, что никогда не стеснялся этого и никогда не чувствовал необходимости перед кем-нибудь оправдываться за свои пристрастия.
После окончания службы Грейнджер вернулся в Лос-Анджелес, где возобновил свою работу с Сэмюэлем Голдвином. В последующие годы он обзавёлся в Голливуде рядом влиятельных друзей, сред которых были Леонард Бернстайн, Джин Келли, Лина Хорн, Фрэнк Синатра, Джонни Мерсер и Николас Рэй, последний из которых пригласил его на роль в своём фильме «Они живут по ночам», снятом в 1947 году, но по стечению ряда обстоятельств вышедшего на экраны лишь двумя годами позже. За эти два года фильм был несколько раз показан на предварительных показах, на одном из которых присутствовал Альфред Хичкок, готовящий в то время к съёмкам фильма «Верёвка».

### Сотрудничество с Хичкоком
Вскоре Хичкок пригласил Грейнджера на прослушивание для одной из главных ролей в этом фильме, основанном на громком деле 1920-х годов Леопольда и Лёба. Незадолго до начала кастинга Грейнджер познакомился со сценаристом картины Артуром Лорентсом, с которым у него завязались романтические отношения, продлившиеся около года. Неизвестно, сыграла ли эта связь какую-либо роль в начавшемся вскоре кастинге, но в итоге Грейнджер всё же получил заветную роль. В «Верёвке» Фарли Грейнджер и Джон Далл исполнили роли двух друзей, которые из теоретических соображений убивают своего приятеля-сокурсника. По первоначальному сценарию их персонажи, как впрочем и их реальные прототипы, должны были быть гомосексуалами, но действующий в те годы суровый кодекс Хейса не позволил замыслам Хичкока реализоваться на экране и весь скрытый подтекст был удалён из картины. В большом прокате фильм получил смешанные отзывы, что впоследствии не помешало ему попасть в список 250 лучших фильмов по версии IMDb.
Следующим фильмом Грейнджера стала романтическая мелодрама «Чары» с Терезой Райт и Эвелен Кейс в главных ролях, но неудачный сценарий и довольно слабая работа режиссёра Ирвинга Райса привели к провалу картины в прокате. Неудача постигла и следующую картину с участием Грейнджера, драму «Розанна МакЭвой», которую также снял Райс. Откровенно слабые фильмы, роли в которых Грейнджеру добывал Голдвин, убедили его на время прекратить с ним сотрудничество, после чего актёр на некоторое время перебрался в Европу, где жил в Италии, Австрии и Германии.
К 1950 году Фарли Грейнджер вернулся в Штаты, где Хичкок предложил ему роль в своей новой картине «Незнакомцы в поезде». В фильмы Грейнджер сыграл юного теннисиста Гайя Хэйнса, который однажды в поезде знакомится с амбициозным Бруно Энтони, решившим воплотить в реальность давнюю идею об убийстве. Как и в случае с «Верёвкой», в отношениях главных героев был скрыт гомосексуальный подтекст, однако он остался почти неуловим при выходе картины в большой прокат. Триллер «Незнакомцы в поезде» стал очередным кассовым успехом Хичкока, а также принёс большую славу и Грейнджеру.

### Последующая карьера

На презентации автобиографии (2008)

В 1951 году Грейнджер некоторое время жил в Нью-Йорке, где вместе со своей подругой актрисой Шелли Уинтерс занимался на специальных курсах в знаменитой Актёрской студии. Однако методы обучения, основанные Страсбергом на системе Станиславского, не были в полной мере оценены актёром и привели к его к разногласиям с коллегами по курсу. Впоследствии Грейнджер планировал заняться индивидуальной подготовкой, но был отозван в Голливуд Сэмюэлем Голдвином, который подобрал ему роль в драме «Я хочу тебя», повествующую о влиянии Корейской войны на жизнь одной из американских семей. Грейнджер довольно прохладно отнёсся к работе в данной картине, которая в итоге провалилась в прокате. Последующими двумя проектами Грейнджера стал фильм «Дары волхвов» из цикла приключенческих картин «Вождь краснокожих и другие…», а также мюзикл «Ханс Кристиан Андерсен», получивший шесть номинаций на «Оскар».
В 1960-х годах карьера Фарли Грейнджера была в основном сосредоточена в театре. В 1964 году, несмотря на предыдущие неудачи, он наконец добился успеха на Бродвее, где сыграл яркие роли в постановках «Чайка» и «Стеклянный зверинец». В то же время он познакомился с театральным постановщиком Робертом Калхуном, с которым у него начался роман. В начале 1970-х они переехали в Рим, где в последующие годы Грейнджер появился в ряде итальянских кинокартин, среди которых спагетти-вестерн «Меня зовут Троица» (1970).
В 1990-х актёр появился в ряде документальных фильмов о Голливуде, в том числе в нескольких фильмах о Хичкоке. В 1996 году он принял участие в съёмках документального фильма «Целлулоидный шкаф», повествующего об изображении гомосексуальности в американским кино. Последнее его появление на экране состоялось в 2003 году в документальном фильме о золотом веке Бродвея. В 2008 году в свет вышла автобиография актёра Include Me Out, в которой он открыто рассказал о своей карьере и личной жизни.
В мае 2008 года от рака умер Роберт Калхун, с которым Грейнджер прожил вместе с 1959 года. Самого актёра не стало 27 марта 2011 года, он скончался в Нью-Йорке в возрасте 85 лет.